# 山田竜作
山田 竜作（やまだ りゅうさく、1967年-）は、日本の政治学者。政治理論、民主主義論専攻。
福島県いわき市生まれ。日本大学国際関係学部卒業、日本大学大学院国際関係研究科修士課程修了、シェフィールド大学大学院で博士号取得。八戸大学商学部専任講師、[日本大学国際関係学部専任講師・助教授を経て、2007年から日本大学国際関係学部准教授。2012年創価大学学士課程教育機構准教授。2014年創価大学国際教養学部教授。

## 著作
- Democracy and mass society: a Japanese debate, Gakujutsu Shuppankai, 2006
- 『大衆社会とデモクラシー―大衆・階級・市民』、風行社、2004年

### 編著
- 『シティズンシップ論の射程』、藤原孝と共編、日本経済評論社、2010年

## 翻訳
- キャロル・ペイトマン『秩序を乱す女たち？―政治理論とフェミニズム』法政大学出版局、2014年
- マイケル・ケニー『アイデンティティの政治学』、藤原孝ほかと共訳、日本経済評論社、2005年
- デヴィッド・ヘルド『デモクラシーと世界秩序―地球市民の政治学』、佐々木寛ほかと共訳、NTT出版、2002年
- シャンタル・ムフ『政治的なるものの再興』、千葉眞ほかと共訳、日本経済評論社、1998年
- タラ・スミス『権利の限界と政治的自由』、藤原孝ほかと共訳、Sanwa、1997年